# Lista de primeiros-ministros do Vietname
A seguir a Lista de Primeiros Ministros do Vietnã, o cargo foi criado em 1976 e foi inaugurado por Phạm Văn Đồng.
Primeiros Ministros do Vietnã (1976-Presente)
|   |  | Primeiro-ministro | Mandato                | Mandato                | Partido                     |
| - |  | ----------------- | ---------------------- | ---------------------- | --------------------------- |
| 1 |  | Pham Van Dong     | 2 de julho de 1976     | 18 de junho de 1987    | Partido Comunista do Vietnã |
| 2 |  | Pham Hung         | 18 de junho de 1987    | 10 de março de 1988    | Partido Comunista do Vietnã |
| - |  | Vo Van Kiet       | 10 de março de 1988    | 22 de junho de 1988    | Partido Comunista do Vietnã |
| 3 |  | Do Muoi           | 22 de junho de 1988    | 8 de agosto de 1991    | Partido Comunista do Vietnã |
| 4 |  | Vo Van Kiet       | 8 de agosto de 1991    | 25 de setembro de 1997 | Partido Comunista do Vietnã |
| 5 |  | Phan Van Khai     | 25 de setembro de 1997 | 27 de junho de 2006    | Partido Comunista do Vietnã |
| 6 |  | Nguyễn Tấn Dũng   | 27 de junho de 2006    | 7 de abril de 2016     | Partido Comunista do Vietnã |
| 7 |  | Nguyễn Xuân Phúc  | 7 de abril de 2016     | 5 de abril de 2021     | Partido Comunista do Vietnã |
| 8 |  | Phạm Minh Chính   | 5 de abril de 2021     | presente               | Partido Comunista do Vietnã |